# Ricardo Vallarino
Ricardo Vallarino, né le 3 avril 1893 et mort le 14 novembre 1956, est un arbitre uruguayen de football des années 1920.

## Carrière
Il a officié dans des compétitions majeures :
- Copa América 1917 (1 match)
- Copa América 1921 (3 matchs)
- Copa América 1922 (2 matchs)
- Copa América 1925 (1 match)
- Coupe du monde de football de 1930 (1 match)